# Château de Samart

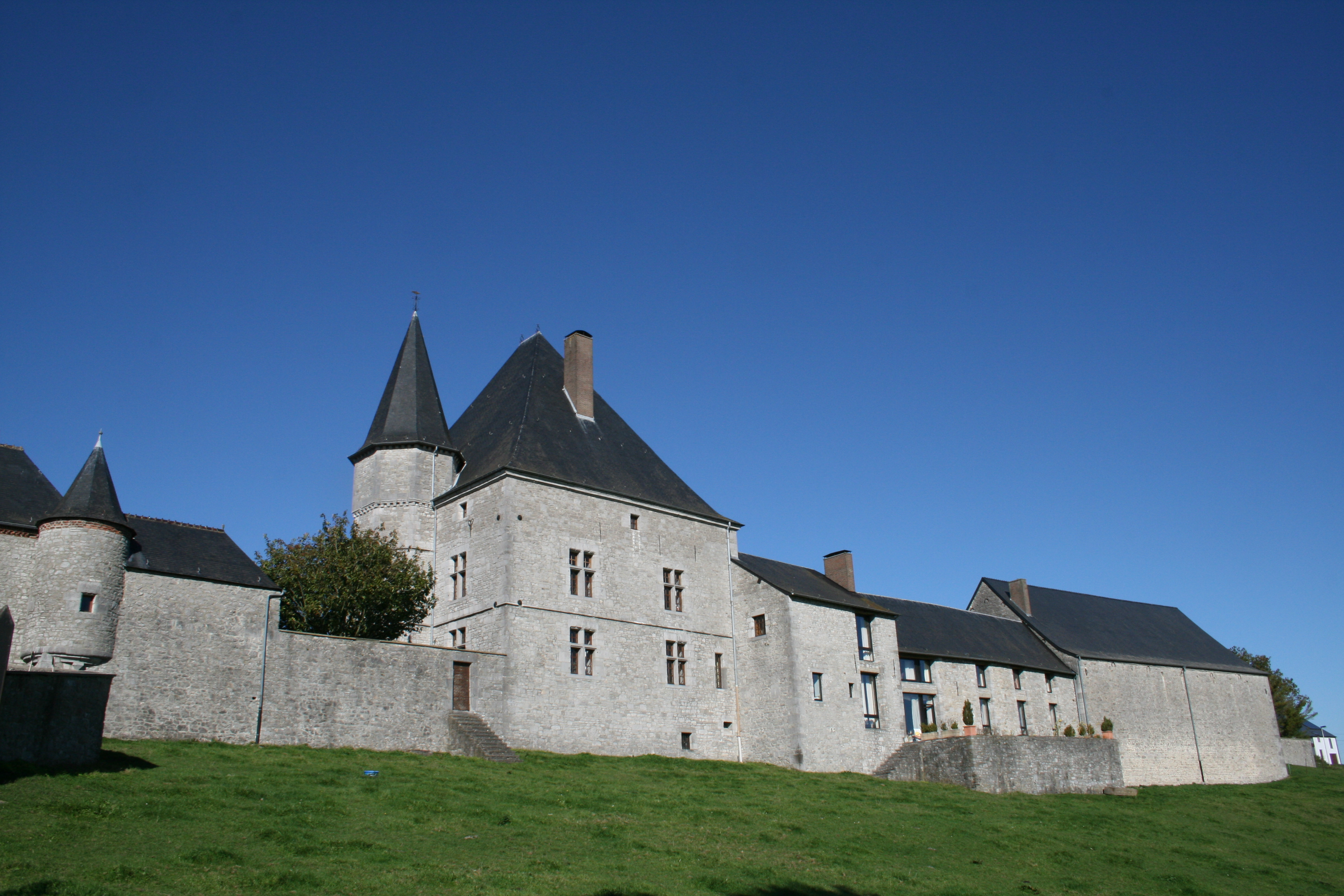

Le château de Samart est un château-ferme situé en Wallonie à Samart, dans la commune de Philippeville, dans la province de Namur, en Belgique.
Le bâtiment d'origine médiévale a été fortement rénové lors des XVIe et XVIIe siècles, ne conservant de la structure originale que la tour de garde. Le château est en restauration depuis 1978 et n'est pas accessible au public. Historiquement, le château formait une enclave liégeoise en terre namuroise.

## Galerie d'images

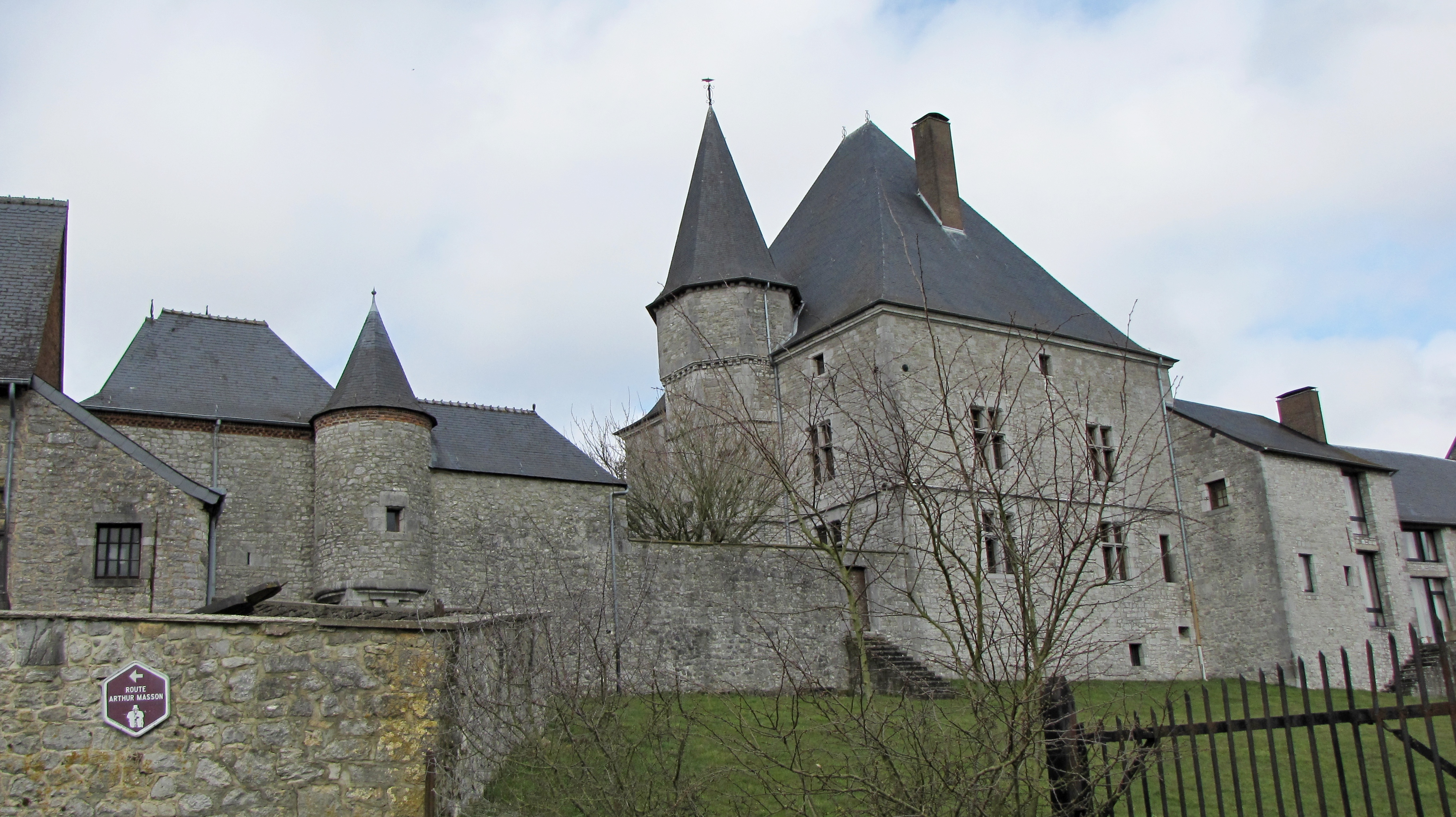
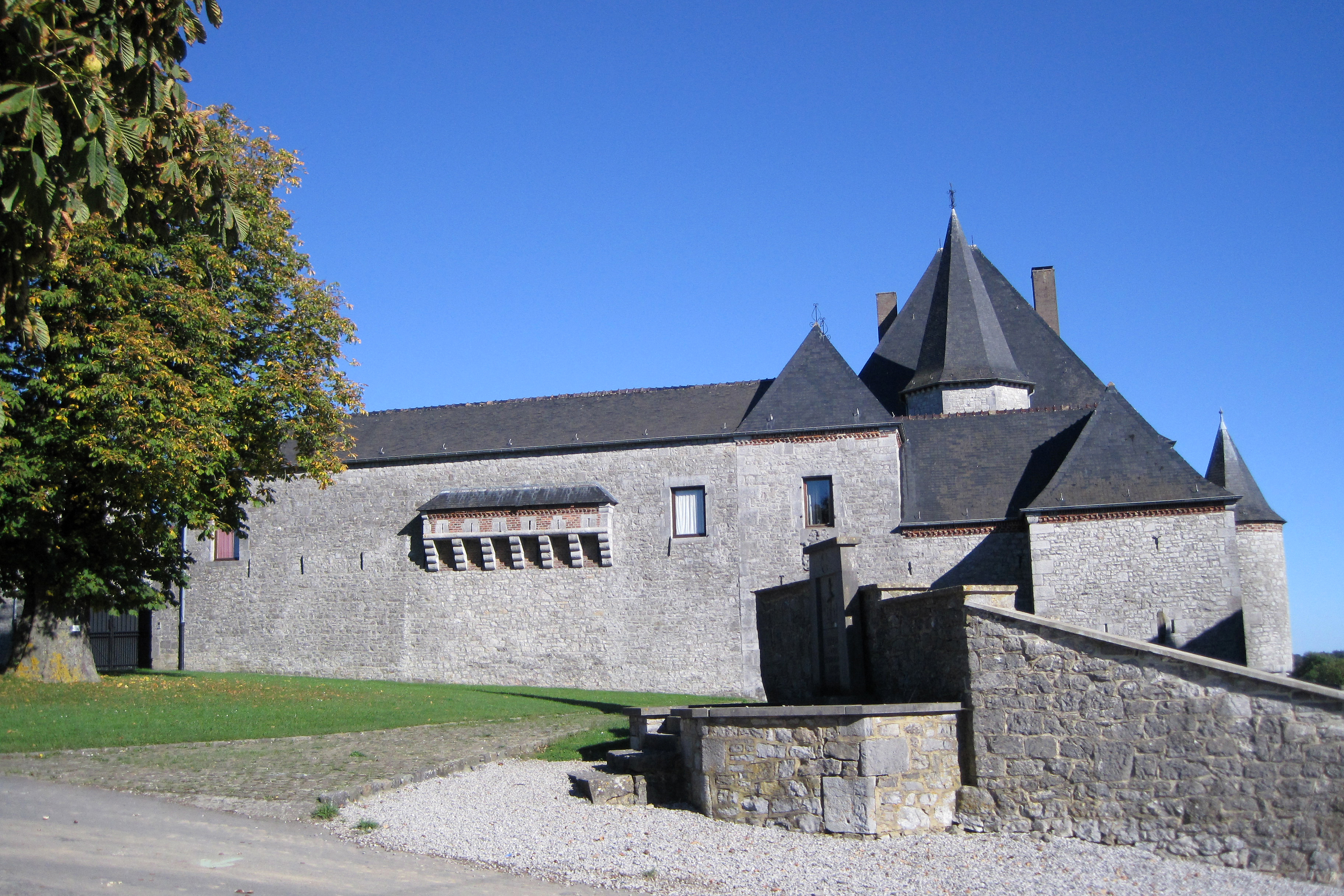
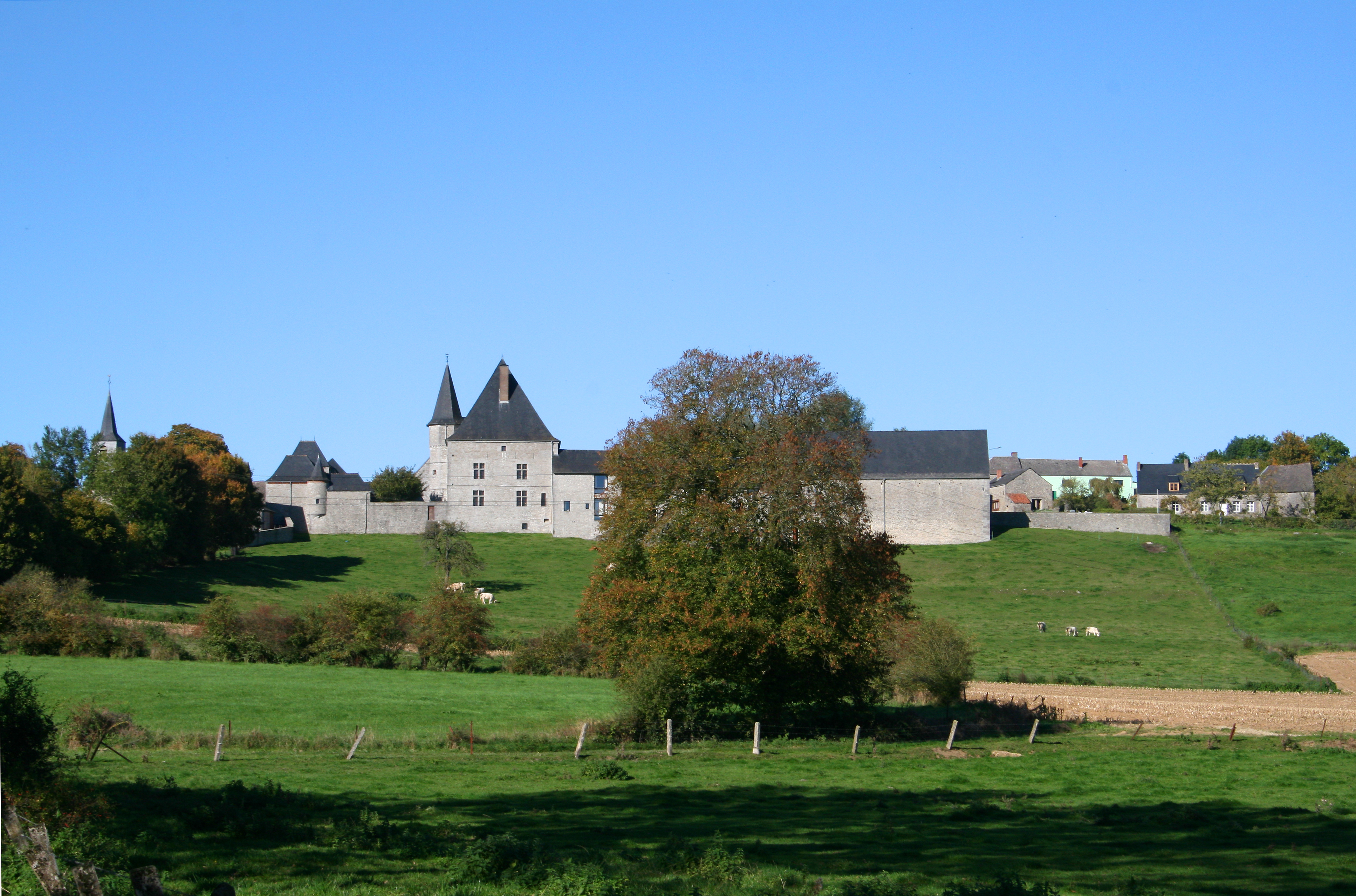